# 柯邱鸣

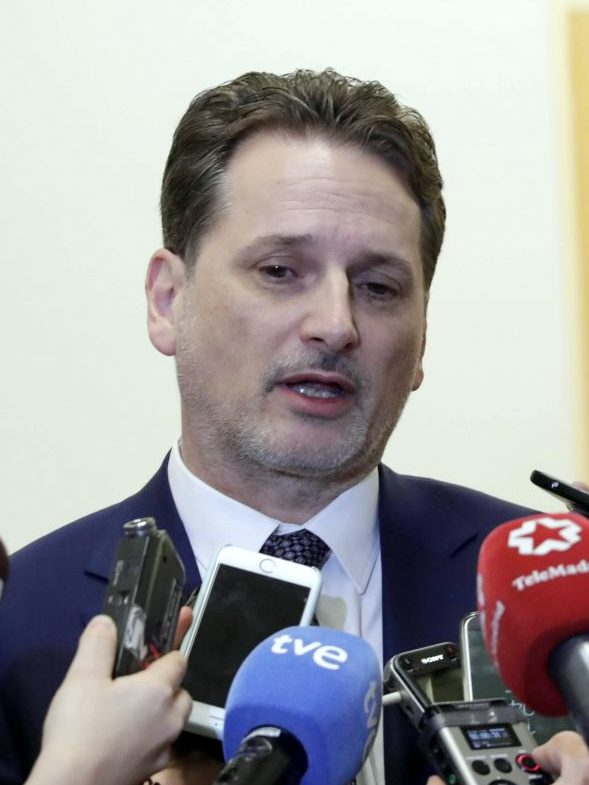
攝於2019年

柯邱鸣（法語：Pierre Krähenbühl，直译为皮埃尔·克雷恩布尔，1966年1月8日—），目前担任红十字国际委员会总干事，于2024年4月就任。此前，他于2002年至2014年初曾任红十字国际委员会的行动部主任。

## 经历

### 早年经历
柯邱鸣出生于瑞士日内瓦，童年时期曾在希腊、德国和瑞典生活，之后回到瑞士读高中和大学，拥有日内瓦大学和日内瓦国际关系及发展高等学院的政治学和国际关系硕士学位。
1987年，他成为了世界信义宗联会驻海地的通讯助理，与工会、教会基层团体以及致力于改善该国状况的民间社会活动家广泛开展合作。
在1988年至1991年间，他返回海地，并在中美洲多国以及埃塞俄比亚拍摄纪录片。他与一位拉美记者共同执导的纪录片《海地：一个被遗忘的国家》曾在欧洲和拉丁美洲的多个电影节上展出。 
1991年末，柯邱鸣加入红十字国际委员会，首次任务被派往萨尔瓦多，当时正值该国内战结束。此后，他被派往秘鲁的阿亚库乔（1992年至1993年），在偏远的安第斯地区工作，在受到“光辉道路”和秘鲁军队之间的激烈冲突影响的村庄开展工作。接下来的两年，他前往阿富汗执行任务，起初在贾拉拉巴德（1993年），后转至喀布尔（1994年至1995年）。
此后两年半，他被派往波斯尼亚和黑塞哥维那，最初在巴尼亚卢卡担任红十字国际委员会办事处主任（1995年7月至11月），后来在帕莱和萨拉热窝工作。 
1998年，柯邱鸣返回红十字国际委员会总部，负责该组织在巴尔干地区的工作，并在1999年科索沃冲突期间担任特别工作组负责人。在2000年至2002年间，他是红十字国际委员会时任主席雅各布·克伦贝格尔的个人顾问，后于2002年中被任命为行动部主任。

### 负责红十字国际委员会的行动（2002年至2014年）
作为红十字国际委员会的行动部主任，柯邱鸣负责管理该组织在阿富汗、伊拉克、苏丹、刚果民主共和国、利比亚、索马里、科特迪瓦、哥伦比亚和叙利亚等国开展的行动以应对武装冲突所造成的后果。他在多个地区领导了与政府、武装部队和非国家武装团体的高级别谈判，并与美国、中国、俄罗斯、日本、巴西、澳大利亚、韩国、卡塔尔、沙特阿拉伯、挪威、英国、法国、德国和瑞典等国，以及联合国、欧盟、伊斯兰合作组织和其他国际机构就人道事务进行对话。
除了开展传统的外交活动，柯邱鸣还就阿富汗、伊拉克、哥伦比亚、斯里兰卡等地受战争影响平民的境遇公开发表意见。2004年，在一份机密报告未经红十字国际委员会同意就公之于众的情况下，柯邱鸣就阿布格莱布监狱酷刑和虐囚事件发表了公开评论。

### 掌管联合国近东巴勒斯坦难民救济和工程处
2014年3月至2019年11月，柯邱鸣担任联合国近东巴勒斯坦难民救济与工程处的主任专员。2019年11月7日，他因管理不善的指控而被迫辞职，他称自己是“肮脏政治手段”的受害者。联合国随后展开内部调查，并经瑞士法语广播电视台RTS公开发布，这一调查推翻了对他的大部分指控。
2019年7月29日，半岛电视台报道称，一份近东救济工程处的内部报告详细披露了该组织高级管理层滥用职权的行为，柯邱鸣也牵涉其中。根据半岛电视台的说法，该内部报告称柯邱鸣和近东救济工程处其他领导人“对联合国的声誉构成巨大风险 ”，应“慎重考虑立即将其免职”。柯邱鸣全盘否认了对近东救济工程处及其高级领导层的指控，并提到由于联合国内部监督事务厅正在进行调查，所以他无法公开回应任何指控。2019年11月6日，近东救济工程处发布声明，宣布联合国内部监督事务厅已完成了部分调查，调查结果排除了现任主任专员克雷恩布尔存在业务资金方面的舞弊或挪用行为，但还有一些“管理问题需要解决”。柯邱鸣随后离职。
根据瑞士广播电视节目《Temps Present》的报道，联合国内部调查报告只指出了“少数几个可以发起指控的要素”。

### 重返红十字国际委员会
2021年5月，柯邱鸣重返红十字国际委员会，在中国担任红十字会国际委员会主席中国事务个人特使兼东亚地区代表处主任。红十字国际委员会于2023年12月任命他为下一任总干事。
在任命公告中，红十字国际委员会表示，柯邱鸣在人道领域任职超过30年，“是公认的具有战略眼光和目标驱动力、拥有深厚的组织经验并致力于红十字国际委员会工作的领导者”。
红十字国际委员会对瑞士《时报》（Le Temps）表示，根据联合国关于近东救济工程处对柯邱鸣指控的调查，“在他于近东救济工程处任职期间，没有证据表明存在不当行为”，目前也没有对他“进行调查”。

## 个人生活
柯邱鸣的妻子是奈加拉协会（Nai-Qala Association）主席泰巴·拉希姆，该协会致力于阿富汗的医疗卫生和教育项目。夫妇二人育有三子。